# Mesosa albomarmorata
Mesosa albomarmorata là một loài bọ cánh cứng trong họ Cerambycidae.